# Цинцадзе, Татьяна Максимовна
Татьяна Максимовна Цинцадзе, в девичестве — Машинистова (1914 — 7 января 1996, посёлок Чакви, Кобулетский муниципалитет, Аджария, Грузия) — рабочая Чаквинского совхоза имени Ленина Министерства сельского хозяйства СССР, Кобулетский район, Аджарская АССР, Грузинская ССР. Герой Социалистического Труда (1951).

## Биография
Родилась в 1914 году в крестьянской семье в одном из сельских населённых пунктов современной Брянской области. В 1927 году вместе с родителями переехала в село Чакви Аджарской АССР. После замужества трудилась на чайной плантации местного совхоза имени Ленина. Участвовала в стахановском движении. За выдающиеся трудовые достижения в чаеводстве и в связи с 20-летием Грузинской ССР была награждена в 1941 году Орденом Трудового Красного Знамени, по итогам работы в 1948 году была награждена Орденом Ленина.
В 1950 году собрала 8301 килограмма сортового чайного листа на участке площадью 0,5 гектара. Указом Президиума Верховного Совета СССР от 1 сентября 1951 года удостоена звания Героя Социалистического Труда за «получение высоких урожаев сортового зелёного чайного листа в 1950 году» с вручением ордена Ленина и золотой медали «Серп и Молот» (№ 6137).
По итогам работы в годы Семилетки (1959—1965) была награждена Орденом «Знак Почёта».
После выхода на пенсию проживала в посёлке Чакви. С 1969 года — персональный пенсионер союзного значения. Умерла в январе 1996 года.
Награды
- Герой Социалистического Труда
- Орден Ленина — дважды (05.07.1949; 1951)
- Орден Трудового Красного Знамени (24.02.1941)
- Орден «Знак Почёта» (02.04.1966)
- Медаль «За оборону Кавказа» (01.05.1944)